# さよなら道化者
「さよなら道化者」（さよならどうけもの）は、1981年3月5日に発売されたチューリップの通算19枚目のシングル。

## 解説
メンバーチェンジ後、初のアルバムである『THE LOVE MAP SHOP』と同日に発売されたシングルで、両面共にアルバムに収録されている（『さよなら道化者』は曲の終わりがアルバムバージョンとは異なる）。シングル盤ジャケットの「TULIP」の表記はデビュー時から用いてきた専用フォントであるが、アルバムではゴシック体となっている（1997年の再結成後のアルバム・シングルでは元に戻っている）。
楽曲としては「道化者」という単語から、ある人物に対する財津からのメッセージソングとして解釈する声もある。
また、ファンからの根強い人気がある曲ではあるが、発表直後のツアーや1000回記念ライブで演奏された以外はフルコーラスでの演奏がない。
ただし、上記のメッセージ的な側面に財津として思うところがあったのか、1989年の解散ツアーではメドレー形式で久々に演奏された。
なお、2000年に発売された『TULIP Anthology 1〜Rare Tracks〜』では「エンドロール・バージョン」と表記されたバージョンが収録されている。このバージョンでは、イントロはアルバムバージョンであるが、フェイドアウトがシングルバージョンと若干異なる等の違いがある。

## 収録曲
全曲作詞・作曲：財津和夫　編曲：チューリップ
1. さよなら道化者
2. Sweet Memory